# Svátek svatého Ondřeje
Svátek svatého Ondřeje, který se slaví 30. listopadu, je, kromě Štědrého večera, nejdůležitějším z věštebních dní celého roku.

## Obyčeje
Na Příborsku přiklopí někdo hrnečky hlínu, chléb, hřeben a prsten, Ostatní, kteří nevědí co pod kterým je, potom hrnečky odklopují. Kdo si odkryje hlínu, do roka zemře; kdo hřeben, bude nemocen; chléb přislibuje statky pozemské, prsten svatbu.
Na Slavkovsku dívka, když vstoupí pravou nohou do postele říká:" Postýlko, postýlko, šlapu tě, svaté Ondřejku, prosím tě: dé mně této noci uviděti, co je mýmu srdcu némiléší!"
Dívka slovenská v den sv. Ondřeje ulomí zuby halouzku višňovou, nasadí do hlíny a zalívá každý den z úst »na ščutrovo« (na lačný život). Rozkvete-li na Vánoce, aby si ji mohla vzíti do kostela, vdá se příští masopust, do roka. Táž dívka toho dne nakousne jablko, z něhož každý den po kousku pojídá, až na jitřní sní poslední kousek, a jdouc do kostela, zeptá se prvního chasníka, kterého potká, jaké mu jméno ? Tak se bude jmenovat její muž. Na Podluží ráno nasbírají rosy, zadělají s ní kvásek a upekou čtyři »pagáčky« na slunku. Ty dají do čtyř koutů střechy, čímž tato chráněna od ohně. Srv. při stati: Vánoce, oddíl : Květy vánoční.
V krajích československých všude slévali a slévají olovo večer před sv. Ondřejem. Obyčej líčí Kulda a po něm jiní:
V svatvečer před sv. Ondřejem apoštolem, dne 30. listopadu, děvčata pilně sbírají olovo ze starých oken neb ho schválně kupují. Olovo dají na lžíci plechovou, zapálí světidlo dřevěné a nad jeho plamenem drží lžíci, až se jim olovo rozpustí. U sebe mají mísu nebo škopek s vodou chladnou, do níž lejí přes klíč křížový (na zubech má podobu kříže) olovo rozpuštěné. Z olova se ve studené vodě v okamžení utvořují rozličné podoby, jako: sídla nebo kopyta ševcovská, člunky tkalcovské, zbraň vojenská, bochánky chleba pekařského, péra na psaní, srpy, rýče, motyky, cepy atd. Z věcí těch, k jichžto poznání ovšem živé obraznosti potřebí jest, děvy si povídají, jakého řemeslníka neb živnostníka za manžela dostanou. S radostí zvědavou vydírá družka družce ulité věci z ruky, chtíc dobře viděti, co se které ulilo. Jsou-li při tom chasníci, mládenci, není nouze o vtipy, výsměch i škádlení vzájemné.